# Diana Morant Ripoll
Diana Morant Ripoll (Gandia, 25 de juny de 1980) és una enginyera de telecomunicació i política valenciana. Des del 2021 és la ministra de Ciència del govern d'Espanya, i des del març de 2024 és la secretaria general del Partit Socialista del País Valencià (PSPV-PSOE).
Anteriorment ha sigut alcaldessa de Gandia (La Safor) entre el 2015 i el 2021 i diputada en la Diputació de València de 2015 a 2017.

## Biografia
Diana Morant va nàixer a Gandia (Safor) el 25 de juny de 1980 dins d'una família on és la major de dues germanes. Va viure la seua infància a cavall entre el barri gandià de Corea i la Platja de Gandia, on passava llargues temporades amb la seua família. Va fer l'educació primària al col·legi Abat Solà de Gandia i, més tard, va cursar el Batxillerat Unificat Polivalent (BUP) i el Curs d'Orientació Universitària (COU) a l'Institut María Enríquez de Gandia. Va estudiar a la Universitat Politècnica de València Enginyeria en Telecomunicacions, i en va obtenir la titulació en 2007.

### Carrera política
Després de diversos anys exercint la seua carrera professional com a enginyera, en febrer del 2011 va ser convidada per l'aleshores alcalde José Manuel Orengo, a formar part de la candidatura del PSPV-PSOE de Gandia en les eleccions locals del 24 de maig del 2011. Va ocupar el lloc número 5 de la llista electoral obtenint l'acta de regidora, en aquella legislatura a l'oposició després de 28 anys ininterromputs de governs socialistes al consistori.

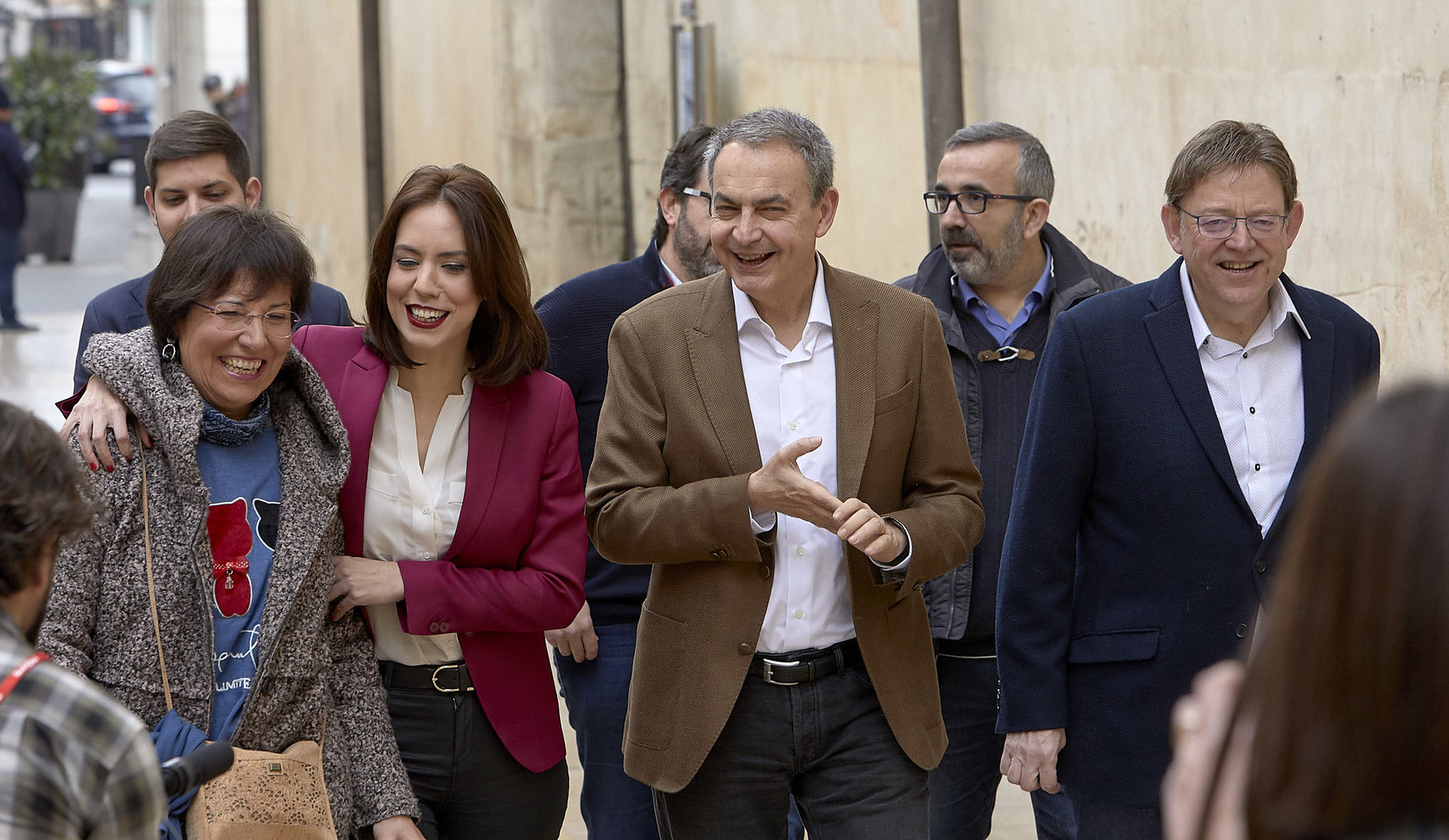
Pepa Frau, Diana Morant, Zapatero i Ximo Puig

En maig del 2014, José Manuel Orengo, aleshores lider local del PSPV, anuncia que feia un pas enrere i renunciava a la secretaria general del partit. Diana Morant, aleshores secretària d'organització, va anunciar la seua candidatura a liderar el partit en Gandia. En juny de 2014 va ser elegida secretària general dels socialistes gandians.
En octubre del 2014, Diana Morant presenta la seua candidatura al procés de primàries que el PSPV va posar en marxa per escollir als seus candidats i candidates a alcaldes i alcaldesses. La seua va ser l'única candidatura presentada, amb la qual cosa va ser proclamada candidata del PSPV-PSOE a l'alcaldia de Gandia per a les eleccions de maig del 2015.
En les eleccions municipals del 2015, el PP va obtindre 12 edils, el PSPV-PSOE 7, la coalició Més Gandia 5 i Ciutadans 1. Tres setmanes després, el 13 de juny del 2015, al ple d'investidura, Diana Morant va obtindre el suport dels regidors del PSPV, Més Gandia i l'edil de Ciutadans, aconseguint així l'alcaldia de Gandia, i posant fi a quatre anys de govern en majoria absoluta del PP.
En juliol del 2015 va ser proposada per la comarca de la Safor-Valldigna, amb l'aval de la direcció nacional del PSPV-PSOE i del seu secretari general, Ximo Puig, com a diputada provincial, sent nomenada més tard diputada delegada de Mancomunitats i Comarcalització en el nou govern provincial presidit per Jorge Rodríguez Gramage. En maig del 2017 va dimitir com a diputada per a centrar-se en el seu treball a l'alcaldia de Gandia.
Durant la seua etapa com a alcaldessa, Gandia ha estat nomenada Capital Cultural Valenciana, la primera vegada que la Conselleria d'Educació, Investigació, Cultura i Esport de la Generalitat Valenciana atorgava aquesta distinció. Una capitalitat que va tindre el seu acte inaugural el 22 de juny de 2017 a la plaça Major de Gandia i per a la qual s'han programat tota una sèrie d'actes repartits al llarg de les quatre estacions de l'any: primavera d'arts plàstiques, estiu d'arts musicals, tardor d'arts literàries i hivern d'arts escèniques i audiovisuals.
Va revalidar el càrrec d'alcaldessa a les eleccions locals de 2019 millorant resultats tot i que va continuar necessitant el suport de Compromís Més Gandia Unida. Va deixar l'alcaldia el juliol de 2021 arran del seu nomenament com a Ministra de Ciència i Innovació del Govern d'Espanya presidit pel socialista Pedro Sánchez. El novembre de 2023 fou reelegida Ministra de Ciència i Universitats amb les competències de Ministra d'Universitats que fins aquest moment tenia el ministre Joan Subirats.
El gener de 2024 va presentar més de vuit mil avals com a candidata a presidir el PSPV, fet que es va confirmar el febrer del mateix any. En el seu discurs inicial, va assegurar que el partit guanyaria les eleccions de 2027. Es va proclamar secretària general del PSPV-PSOE al congrés extraordinari celebrat a Benicàssim el març de 2024 en què Ximo Puig s'acomiadà com a líder nacional del partit.